# Carl von Rohr
Carl von Rohr (* 10. November 1792 in Königsberg i. d. Neumark; † 14. März 1869 in Mainz) war ein preußischer Landrat des Kreises Ottweiler.

## Leben
Carl von Rohr wurde 1792 als Sohn des preußischen Hauptmannes Louis von Rohr und dessen Frau Wilhelmine von Kameke geboren. Nach dem Studium der Kameralwissenschaft leistete von Rohr ab 1806 seinen Wehrdienst und war als anschließend Landwirt tätig. Im Februar 1813 meldete er sich als Freiwilliger in den Befreiungskriegen und diente im Brandenburgischen Husaren-Regiment. Von 1814 bis 1819 arbeitete er  bei der Militär-Intendantur und dem Ober-Kriegs-Kommissariat in Luxemburg und war Mitglied der Demobilmachungskommission in Düsseldorf.
Im März 1819 wurde von Rohr Kreissekretär in Ottweiler und legte im darauffolgenden Jahr die Landratsprüfung ab. 1825 ernannte man ihn zum kommissarischen Landrat in Ottweiler, am 25. November 1826 erfolgte die Ernennung zum Landrat. Dies blieb er bis zur Suspendierung am 7. September 1842. Am 18. Juli 1845 wurde er  auf „Allerhöchste Kabinettsordre“ entlassen.
Von Rohr war seit dem 25. März 1829 mit Caroline Henriette Friederike Brückner verheiratet, die Ehe wurde aber schon am 26. August 1831 durch Urteil des Landgerichts Trier geschieden.

## Auszeichnungen
- Eisernes Kreuz 2. Klasse
- Kaiserlich russischer Orden des Heiligen Wladimir